# Gunners FC
Gunners Football Club is een Zimbabwaanse voetbalclub uit de hoofdstad Harare. Ze spelen anno 2011 in de Zimbabwe Premier Soccer League.

## Palmares
- Zimbabwe Premier Soccer League

Winnaar (1) : 2009